# Katabotnen
Koordinaten: 72° 3′ S, 27° 39′ O
Katabotnen (norwegisch; japanisch 肩のくぼ Kata-no-Kubo, deutsch ‚Schulterkessel‘) ist eine halbkreisförmige Depression im ostantarktischen Königin-Maud-Land. In der Sør Rondane liegt sie im nördlichen Teil der Berrheia.
Japanische Wissenschaftler kartierten sie anhand von Vermessungen und Luftaufnahmen aus den Jahren von 1981 bis 1982 sowie 1987 und benannten sie 1989. Wissenschaftler des Norwegischen Polarinstituts übertrugen diese Benennung in einer Teilübersetzung ins Norwegische.